# 이유진 (가수)
이유진(1963년 ~ )은 대한민국의 가수이다. 1984년 성균관대학교 생물학과 3학년에 재학 중 제8회 MBC 대학가요제에서 〈눈물 한 방울로 사랑은 시작되고〉를 불러 대상을 차지하였고 이듬해 1985년 가요계로 정식 데뷔하였다.

## 학력
- 성균관대학교 생물학과 학사

## 앨범
- 1984년 제8회 mbc 대학가요제 대상곡 <눈물 한 방울로 사랑은 시작되고>외 결선입상곡 옵니버스 음반 참여.
- 1985년 이유진 1집 그림자로 채운 빈자리 / 토요일 오후 여섯시반
- 1987년 이유진 2집 서성이는 마음 / 기다림
- 2003년 이유진 3집 비밀
- 2006년 이유진 4집 전화하세요
- 2006년 이유진의 7080 시간여행
- 2014년 Yoo Jin

## 수상
- 1984년 제8회 mbc 대학가요제 "대상" 수상 (곡명 : 눈물 한 방울로 사랑은 시작되고)
- 1984년 kbs 신인가요제 입상

## 경력
- 무진연예엔터테인먼트 이사